# Lavenone
Lavenone (Lavinù in dialetto bresciano) è un comune italiano di 506 abitanti della provincia di Brescia in Valle Sabbia, Lombardia. Il comune appartiene alla Comunità montana della Valle Sabbia.

## Storia

### Simboli
Lo stemma è privo di un formale decreto di concessione. 
Lo storico Ugo Vaglia nel 1961 lo descriveva: troncato: nel primo d'azzurro, al leone rampante d'oro, armato e linguato di rosso; nel secondo d'azzurro, al monte naturale fondato in punta e accompagnato in capo da una stella di otto raggi d'oro.
L'emblema civico, riprodotto sui documenti comunali e descritto nello statuto appare: «d'azzurro al monte di verde fondato sulla campagna dello stesso, sostenente una stella d'oro di 6 raggi; al capo: d’argento al leone rampante, di azzurro. Segni esterni di Comune.»
Il gonfalone utilizzato dal Comune è un drappo troncato di bianco e di azzurro.

## Monumenti e luoghi d'interesse
- Chiesa di San Bartolomeo Apostolo, costruita alla fine del XVIII secolo e consacrata nel 1840.

## Società

### Evoluzione demografica
Abitanti censiti

## Amministrazione
| Periodo         | Periodo         | Primo cittadino       | Partito                             | Carica  | Note   |
| --------------- | --------------- | --------------------- | ----------------------------------- | ------- | ------ |
| 1º luglio 1985  | 16 gennaio 1992 | Gian Fausto Salvadori | Indipendente                        | Sindaco | [ 9 ]  |
| 24 gennaio 1992 | 14 giugno 2004  | Primo Eugenio Ondini  | Indipendente - Alleanza Democratica | Sindaco | [ 10 ] |
| 14 giugno 2004  | 27 maggio 2019  | Claudio Zambelli      | Lista civica Insieme per Lavenone   | Sindaco | [ 11 ] |
| 27 maggio 2019  | in carica       | Franco Delfaccio      | Lista civica Alleanza per Lavenone  | Sindaco | [ 12 ] |

## Infrastrutture e trasporti
Posta lungo la strada statale 237 del Caffaro, fra il 1917 e il 1931 Lavenone ospitò una fermata della tranvia Tormini-Vestone-Idro, la cui tratta finale da Vestone a Idro era stata costruita durante la prima guerra mondiale per esigenze belliche.